# Centrale nucléaire de Kudankulam
La centrale nucléaire de Kudankulam est une centrale nucléaire indienne, située près de Kânyâkumârî dans le district de Tirunelveli, et dans l'État de Tamil Nadu. Elle est exploitée par l'entreprise publique indienne Nuclear Power Corporation of India Ltd.
En 2024, deux réacteurs russes VVER-1000/V412 de 1 000 MWe sont opérationnels depuis respectivement 2014 et 2017 ; et quatre autres réacteurs VVER-1000/V412 sont en cours de construction. Une fois les six réacteurs opérationnels, Kudankulam devrait devenir la plus puissante centrale nucléaire indienne. 

## Caractéristiques des réacteurs
La centrale nucléaire de Kudankulam se construit en trois phases successives : la phase I lancée en 2002 avec la construction des deux premiers réacteurs, la phase II en 2017 avec les unités no 3 et 4, et la phase III depuis 2021 avec les unités no 5 et 6. Une quatrième phase est envisagée avec la construction d'une paire de VVER-1200 (unités no 7 et 8).
Les six réacteurs sont des réacteurs à eau pressurisée (REP) de génération III, et de modèle VVER-1000/V412 développés par l'entreprise d’État russe Rosatom.
Le réacteur no 1 diverge pour la première fois en juillet 2013 et le réacteur no 2 en juillet 2016.
| Unité        | Statut          | Modèle         | Puissance   | Puissance   | Puissance        | Début de construction | Raccordement au réseau | Mise en service commercial |
| Unité        | Statut          | Modèle         | Nette (MWe) | Brute (MWe) | Thermique (MWth) | Début de construction | Raccordement au réseau | Mise en service commercial |
| ------------ | --------------- | -------------- | ----------- | ----------- | ---------------- | --------------------- | ---------------------- | -------------------------- |
| Kudankulam-1 | Opérationnel    | VVER-1000/V412 | 932         | 1 000       | 3 000            | 31 mars 2002          | 22 octobre 2013        | 31 décembre 2014           |
| Kudankulam-2 | Opérationnel    | VVER-1000/V412 | 932         | 1 000       | 3 000            | 4 juillet 2002        | 29 août 2016           | 31 mars 2017               |
| Kudankulam-3 | En construction | VVER-1000/V412 | 917         | 1 000       | 3 000            | 29 juin 2017          |                        |                            |
| Kudankulam-4 | En construction | VVER-1000/V412 | 917         | 1 000       | 3 000            | 23 octobre 2017       |                        |                            |
| Kudankulam-5 | En construction | VVER-1000/V412 | 917         | 1 000       | 3 000            | 29 juin 2021          |                        |                            |
| Kudankulam-6 | En construction | VVER-1000/V412 | 917         | 1 000       | 3 000            | 20 décembre 2021      |                        |                            |
| Kudankulam-7 | En projet       | VVER-1200      | 1 100       | 1 200       | 3 200            |                       |                        |                            |
| Kudankulam-8 | En projet       | VVER-1200      | 1 100       | 1 200       | 3 200            |                       |                        |                            |

## Opposition
Depuis le début des travaux en 1997, de nombreuses manifestations anti-nucléaires ont lieu dans des villages voisins. Un million d'habitants vit dans un rayon de 30 km autour du site.
La construction de l'unité no 1 de la centrale est déclarée achevée en mars 2011. Le même mois a lieu au large du Japon le séisme de Tohoku, conduisant à l'accident nucléaire de Fukushima, entraînant alors une forte opposition au projet de centrale à Kudankulam, et retardant une première fois la mise en service du premier réacteur[réf. nécessaire].
Le 20 septembre 2011, la Commission Justice et Paix des Évêques indiens présente les requêtes suivantes au gouvernement indien : fermeture immédiate de la centrale de Kudankulam et arrêt progressif de l’ensemble des centrales existantes en Inde ; moratoire sur l’ensemble des projets nucléaires ; choix décidé en faveur des sources alternatives d’énergies écocompatibles. Le même mois, une centaine de villageois de Kudankulam entament un jeûne de protestation contre le démarrage des réacteurs.
Le 20 mars 2012, le gouvernement local du Tamil Nadu approuve la mise en service des deux réacteurs,. Le 10 septembre 2012, la police anti-émeutes a dispersé à l'aide de gaz lacrymogènes environ 4 000 manifestants qui campaient depuis plusieurs mois sur une plage à environ un kilomètre de la centrale de Kudankulam. Certains manifestants ont fui la charge de centaines de policiers par la mer dans des bateaux de pêcheurs.